# Wahlen in Slowenien
Wahlen in Slowenien gibt einen Überblick über die Resultate der Wahlen und Volksabstimmungen in Slowenien.
Siehe auch: Politisches System Sloweniens (dort u. a. Erläuterungen zu den Parteien)

## Präsidentschaftswahlen
Erhält im 1. Wahlgang kein Kandidat die absolute Mehrheit der Stimmen, kommen die zwei Bestplatzierten in einen 2. Wahlgang. Die Amtszeit beträgt 5 Jahre.
Die Angabe einer Partei bedeutet nicht zwangsläufig, dass der Kandidat Mitglied der Partei ist, sondern kann auch die Nominierung für die Wahl oder Unterstützung im Wahlkampf durch die Partei bedeuten.

### Präsidentschaftswahl 1990
Am 8. und 22. April 1990 wurde erstmals in freier Wahl der Präsident der Republik Slowenien innerhalb der Sozialistischen Föderative Republik Jugoslawien (entsprechend einem deutschen Ministerpräsidenten bzw. einem österreichischen Landeshauptmann) direkt gewählt. Mit der Unabhängigkeit Sloweniens am 25. Juni 1991 wurde der bisherige Republikspräsident neuer Staatspräsident Sloweniens.
1. Wahlgang (8. April 1990):
| Kandidat        | Partei                                       | Stimmenanteil |
| Milan Kučan     | Vereinigte Liste der Sozialdemokraten        | 44,4 %        |
| Jože Pučnik     | DEMOS/Slowenische Sozialdemokratische Partei | 26,2 %        |
| Ivan Kramberger | —                                            | 18,9 %        |
| Marko Demšar    | Liberaldemokratie Sloweniens                 | 10,5 %        |

2. Wahlgang (22. April 1990):
| Kandidat    | Partei                                       | Stimmenanteil |
| Milan Kučan | Vereinigte Liste der Sozialdemokraten        | 58,4 %        |
| Jože Pučnik | DEMOS/Slowenische Sozialdemokratische Partei | 41,6 %        |

### Präsidentschaftswahl 1992
Die Wahl fand am 6. Dezember 1992 zeitgleich mit der Parlamentswahl statt:
| Kandidat      | Partei                                 | Stimmenanteil |
| Milan Kučan   | Vereinigte Liste der Sozialdemokraten  | 63,8 %        |
| Ivan Bizjak   | Slovenski krščanski demokrati          | 18,4 %        |
| Jeljko Kacin  | Demokratische Partei                   | 7,2 %         |
| Stanko Busar  | Slowenische Volkspartei                | 1,9 %         |
| Darja Bebler  | Socialistična stranka Slovenije        | 1,8 %         |
| Alenka Slana  | Narodno demokratska stranka            | 1,7 %         |
| Ljubo Sirc    | Liberaldemokratie Sloweniens           | 1,4 %         |
| France Tomšič | Slowenische Sozialdemokratische Partei | 0,6 %         |

Da Milan Kučan die absolute Mehrheit erreicht hat, war kein 2. Wahlgang erforderlich.

### Präsidentschaftswahl 1997
1. Wahlgang:
| Kandidat        | Partei                                | Stimmenanteil |
| Milan Kučan     | Vereinigte Liste der Sozialdemokraten | 55,6 %        |
| Janez Podobnik  | Slowenische Volkspartei               | 18,4 %        |
| Jožef Bernik    | —                                     | 9,4 %         |
| Marjan Cerar    | —                                     | 7,1 %         |
| Marjan Poljšak  | —                                     | 3,2 %         |
| Anton Peršak    | —                                     | 3,1 %         |
| Bogomir Kovač   | Liberaldemokratie Sloweniens          | 2,7 %         |
| Franc Miklavčič | Krščansko socialna unija              | 0,5 %         |

Da Milan Kučan die absolute Mehrheit erreicht hat, war kein 2. Wahlgang erforderlich.

### Präsidentschaftswahl 2002
1. Wahlgang (10. November 2002):
| Kandidat           | Partei                                                     | Stimmenanteil |
| Janez Drnovšek     | Liberaldemokratie Sloweniens                               | 44,4 %        |
| Barbara Brezigar   | parteilos, unterstützt von mehreren konservativen Parteien | 30,8 %        |
| Zmago Jelinčič     | Slowenische Nationale Partei                               | 8,5 %         |
| France Arhar       | Slowenische Volkspartei                                    | 7,6 %         |
| France Bučar       | parteilos                                                  | 3,2 %         |
| Lev Kreft          | Sozialdemokraten                                           | 2,3 %         |
| Anton Bebler       | Demokratische Pensionistenpartei Sloweniens                | 1,9 %         |
| Gorazd Drevenšek   | Nova stranka                                               | 0,9 %         |
| Jure Jurček Cekuta | parteilos                                                  | 0,5 %         |

2. Wahlgang (1. Dezember 2002):
| Kandidat         | Partei                                                     | Stimmenanteil |
| Janez Drnovšek   | Liberaldemokratie Sloweniens                               | 56,5 %        |
| Barbara Brezigar | parteilos, unterstützt von mehreren konservativen Parteien | 43,5 %        |

### Präsidentschaftswahl 2007
1. Wahlgang (21. Oktober 2007):
| Kandidat       | Partei                       | Stimmenanteil |
| Lojze Peterle  | Neues Slowenien              | 28,7 %        |
| Danilo Türk    | Sozialdemokraten             | 24,5 %        |
| Mitja Gaspari  | Liberaldemokratie Sloweniens | 24,1 %        |
| Zmago Jelinčič | Slowenische Nationale Partei | 19,2 %        |
| Darko Krajnc   | Europäische Grüne            | 2,2 %         |
| Elena Pečarič  | —                            | 0,9 %         |
| Monika Piberl  | —                            | 0,5 %         |

2. Wahlgang (11. November 2007):
| Kandidat      | Partei           | Stimmenanteil |
| Danilo Türk   | Sozialdemokraten | 68,0 %        |
| Lojze Peterle | Neues Slowenien  | 32,0 %        |

### Präsidentschaftswahl 2012
1. Wahlgang (11. November 2012):
| Kandidat    | Partei                           | Stimmen | Stimmenanteil |
| Borut Pahor | Sozialdemokraten                 | 325.406 | 39,9 %        |
| Danilo Türk | —                                | 292.547 | 35,9 %        |
| Milan Zver  | Slowenische Demokratische Partei | 197.042 | 24,2 %        |

2. Wahlgang (2. Dezember 2012):
| Kandidat    | Partei           | Stimmen | Stimmenanteil |
| Borut Pahor | Sozialdemokraten | 474.309 | 67,4 %        |
| Danilo Türk | —                | 228.980 | 32,6 %        |

### Präsidentschaftswahl 2017
1. Wahlgang (22. Oktober 2017):
| Kandidat       | Partei                           | Stimmen | Stimmenanteil |
| Borut Pahor    | Sozialdemokraten                 | 348.938 | 47,1 %        |
| Marjan Šarec   | unabhängig                       | 185.042 | 25,0 %        |
| Romana Tomc    | Slowenische Demokratische Partei | 101.845 | 13,7 %        |
| Ljudmila Novak | Neues Slowenien                  | 53.049  | 07,2 %        |

2. Wahlgang (12. November 2017):
| Kandidat     | Partei           | Stimmen | Stimmenanteil |
| Borut Pahor  | Sozialdemokraten | 378.307 | 53,09 %       |
| Marjan Šarec | unabhängig       | 334.239 | 46,91 %       |

### Präsidentschaftswahl 2022
1. Wahlgang am 23. Oktober 2022:

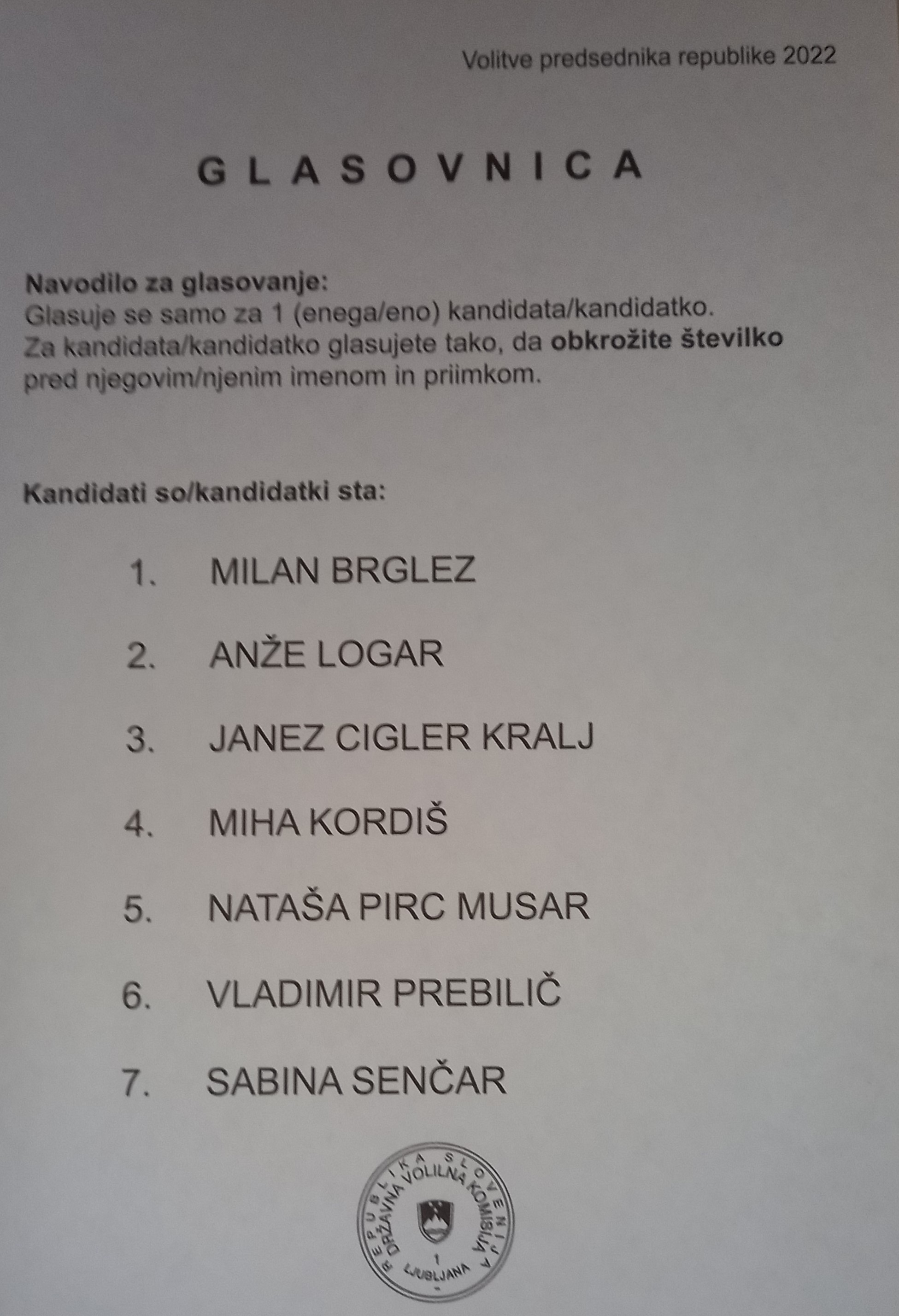
Stimmzettel zur Präsidentschaftswahl am 23. Oktober 2022

Nach zwei Amtsperioden konnte Borut Pahor nicht mehr kandidieren.
Der unabhängige Kandidat Gregor Bezenšek trat am 3. Oktober 2022 von seiner Kandidatur zurück.
| Kandidat           | nominierende/unterstützende Partei(en)                                         | Stimmenanteil (nach Auszählung von 99 % der Stimmen) |
| Anže Logar         | Slowenische Demokratische Partei, unterstützt auch von Slowenische Volkspartei | 33,9 %                                               |
| Nataša Pirc Musar  | unabhängig, unterstützt von Piraten und Europäischen Grünen                    | 26,9 %                                               |
| Milan Brglez       | Sozialdemokraten, unterstützt auch von Gibanje Svoboda                         | 15,4 %                                               |
| Vladimir Prebilič  | unabhängig, unterstützt von Vesna – Grüne Partei                               | 10,7 %                                               |
| Sabina Senčar      | Resni.ca                                                                       | 06,0 %                                               |
| Janez Cigler Kralj | Neues Slowenien                                                                | 04,3 %                                               |
| Miha Kordiš        | Levica                                                                         | 02,8 %                                               |

Die Wahlbeteiligung lag bei 51 %.
Da kein Kandidat die erforderliche absolute Mehrheit der Stimmen erzielte, kam es am 13. November 2022 zu einer Stichwahl zwischen Anže Logar und Nataša Pirc Musar.
2. Wahlgang am 13. November 2022:
| Kandidat          | nominierende/unterstützende Partei(en)                                         | Stimmenanteil (nach Auszählung von 90 % der Stimmen) |
| Nataša Pirc Musar | unabhängig, unterstützt von Piraten und Europäischen Grünen                    | rund 54 %                                            |
| Anže Logar        | Slowenische Demokratische Partei, unterstützt auch von Slowenische Volkspartei | rund 46 %                                            |

Damit wurde Nataša Pirc Musar zur Staatspräsidentin gewählt.

## Parlamentswahlen
Das slowenische Parlament hat 90 Sitze. Unabhängig vom Wahlausgang sind im Parlament je ein Vertreter der italienischen und ungarischen Minderheit (slowenisch Narodne skupnosti) vertreten.

### Parlamentswahl 1990
Die ersten Wahlen zum slowenischen Parlament fanden im April 1990 statt. Das so gewählte Parlament bestand auch nach der Unabhängigkeit bis zur Wahl im Dezember 1992 weiter.
| Partei                                 | Prozentpunkte | Sitze |
| Vereinigte Liste der Sozialdemokraten  | 17,3 %        | 14    |
| Liberaldemokratie Sloweniens           | 14,5 %        | 12    |
| Slovenski krščanski demokrati          | 13,0 %        | 11    |
| Slowenische Volkspartei                | 12,6 %        | 11    |
| DSS=Demokratische Partei Sloweniens    | 9,5 %         | 8     |
| Grüne Partei                           | 8,9 %         | 8     |
| Slowenische Sozialdemokratische Partei | 7,4 %         | 6     |
| Socialistična stranka Slovenije        | 5,4 %         | 5     |
| Liberalna stranka                      | 3,5 %         | 3     |

### Parlamentswahl 1992
Die Parlamentswahl am 6. Dezember 1992 brachte bei einer Wahlbeteiligung von 85,6 % folgendes Resultat:
| Partei                                 | Prozentpunkte | Sitze |
| Liberaldemokratie Sloweniens           | 23,5 %        | 22    |
| Slovenski krščanski demokrati          | 14,5 %        | 15    |
| Vereinigte Liste der Sozialdemokraten  | 13,6 %        | 14    |
| Slowenische Nationale Partei           | 10,0 %        | 12    |
| Slowenische Volkspartei                | 8,7 %         | 10    |
| Demokratische Partei                   | 5,0 %         | 6     |
| Grüne Partei                           | 3,7 %         | 5     |
| Slowenische Sozialdemokratische Partei | 3,3 %         | 4     |
| sonstige (25 weitere Parteien)         | 17,7 %        | 0     |

### Parlamentswahl 1996
| Partei                                              | Prozentpunkte | Sitze |
| Liberaldemokratie Sloweniens                        | 27,0 %        | 25    |
| Slowenische Volkspartei                             | 19,4 %        | 19    |
| Slowenische Sozialdemokratische Partei              | 16,1 %        | 16    |
| Slovenski krščanski demokrati                       | 9,6 %         | 10    |
| Vereinigte Liste der Sozialdemokraten               | 9,0 %         | 9     |
| Demokratische Pensionistenpartei Sloweniens (DeSUS) | 4,3 %         | 5     |
| Slowenische Nationale Partei                        | 3,2 %         | 4     |
| sonstige (15 weitere Parteien)                      | 6,9 %         | 0     |

### Parlamentswahl 2000
Die Parlamentswahl am 15. Oktober 2000 brachte bei einer Wahlbeteiligung von 70,1 % folgendes Resultat:
| Partei                                      | Prozentpunkte | Sitze |
| Liberaldemokratie Sloweniens                | 36,3 %        | 34    |
| Slowenische Demokratische Partei            | 15,8 %        | 14    |
| Vereinigte Liste der Sozialdemokraten       | 12,1 %        | 11    |
| SLS+SKD                                     | 9,5 %         | 9     |
| Neues Slowenien                             | 8,7 %         | 8     |
| Demokratische Pensionistenpartei Sloweniens | 5,2 %         | 4     |
| Slowenische Nationale Partei                | 4,4 %         | 4     |
| Stranka mladih Slovenije                    | 4,3 %         | 4     |

### Parlamentswahl 2004
Die Parlamentswahl am 3. Oktober 2004 brachte bei einer Wahlbeteiligung von 60,6 % folgendes Resultat:
| Partei                                      | Prozentpunkte | Sitze |
| Slowenische Demokratische Partei            | 29,1 %        | 29    |
| Liberaldemokratie Sloweniens                | 22,8 %        | 23    |
| Vereinigte Liste der Sozialdemokraten       | 10,2 %        | 10    |
| Neues Slowenien                             | 9,1 %         | 9     |
| Slowenische Volkspartei                     | 6,8 %         | 7     |
| Slowenische Nationale Partei                | 6,3 %         | 6     |
| Demokratische Pensionistenpartei Sloweniens | 4,0 %         | 4     |

### Parlamentswahl 2008
Die Parlamentswahl am 21. September brachte folgendes Resultat:
| Partei                                                                          | Prozentpunkte | Sitze |
| Socialni demokrati                                                              | 30,5 %        | 29    |
| Slowenische Demokratische Partei                                                | 29,3 %        | 28    |
| Zares (Sozialliberale)                                                          | 9,4 %         | 9     |
| Demokratische Pensionistenpartei Sloweniens                                     | 7,5 %         | 7     |
| Slowenische Nationale Partei                                                    | 5,4 %         | 5     |
| Slowenische Volkspartei und Stranka mladih Slovenije (Slowenische Jugendpartei) | 5,2 %         | 5     |
| Liberaldemokratie Sloweniens                                                    | 5,2 %         | 5     |

Von 1.696.437 Wahlberechtigten gaben 1.070.523 ihre Stimme ab. Die Wahlbeteiligung lag somit bei 63,1 %.

### Parlamentswahl 2011
Nachdem das Parlament dem Ministerpräsidenten Borut Pahor am 20. September 2011 das Misstrauen ausgesprochen hat, legte der Präsident Danilo Türk den 4. Dezember 2011 als Termin für vorgezogene Neuwahlen fest.
Das vorläufige Endergebnis lautet:
| Partei                                      | Prozentpunkte | Sitze |
| Liste Zoran Janković – Positives Slowenien  | 28,5 %        | 28    |
| Slowenische Demokratische Partei            | 26,2 %        | 26    |
| Socialni demokrati                          | 10,5 %        | 10    |
| Bürgerliste Gregor Virant                   | 8,4 %         | 8     |
| Demokratische Pensionistenpartei Sloweniens | 7,0 %         | 6     |
| Slowenische Volkspartei                     | 6,9 %         | 6     |
| Neues Slowenien                             | 4,8 %         | 4     |

Die Wahlbeteiligung lag bei rund 65 %.

### Parlamentswahl 2014
Nach dem Rücktritt von Regierungschefin Alenka Bratušek fand am 13. Juli 2014 eine vorgezogene Parlamentswahl statt.

### Parlamentswahl 2018
Die Parlamentswahl am 3. Juni 2018 brachte bei einer Wahlbeteiligung von 52,63 % folgendes Resultat:
| Partei                                      | Prozentpunkte | Sitze |
| ------------------------------------------- | ------------- | ----- |
| Slowenische Demokratische Partei            | 24,92 %       | 25    |
| Liste Marjan Šarec                          | 12,60 %       | 13    |
| Sozialdemokraten                            | 9,93 %        | 10    |
| Partei des modernen Zentrums                | 9,75 %        | 10    |
| Linke                                       | 9,33 %        | 9     |
| Neues Slowenien                             | 7,16 %        | 7     |
| Partei von Alenka Bratušek                  | 5,11 %        | 5     |
| Demokratische Pensionistenpartei Sloweniens | 4,93 %        | 5     |
| Slowenische Nationale Partei                | 4,17 %        | 4     |
| Slowenische Volkspartei                     | 2,62 %        | 0     |
| Sonstige                                    | 10,54 %       | 0     |
| Minderheiten                                | -             | 2     |

### Parlamentswahl 2022
Bei der Parlamentswahl am 24. April 2022 erhielt die erst 2021 gegründete Partei Gibanje Svoboda („Freiheitsbewegung“) 41 von 90 Parlamentssitzen.

## Europawahlen
Slowenien gehört seit dem 1. Mai 2004 zur Europäischen Union. Im Europäischen Parlament stehen Slowenien 7 der momentan 785 Sitze zu, damit ist Slowenien gemessen an der Bevölkerungszahl leicht überrepräsentiert.

### Europawahl 2004
Bei der Europawahl am 13. Juni 2004 lag die Wahlbeteiligung bei nur 28,4 %.
| Partei                           | Prozentpunkte | Sitze |
| Neues Slowenien                  | 23,6 %        | 2     |
| Liberaldemokratie Sloweniens     | 21,9 %        | 2     |
| Slowenische Demokratische Partei | 17,7 %        | 2     |
| Socialni demokrati               | 14,2 %        | 1     |
| Slowenische Volkspartei          | 8,4 %         | 0     |
| Slowenische Nationale Partei     | 5,0 %         | 0     |
| Slovenija je naša                | 4,1 %         | 0     |
| sonstige (6 weitere Parteien)    | 5,2 %         | 0     |

Die 7 Abgeordneten waren:
In der Fraktion Europäische Volkspartei:
- Ljudmila Novak (Neues Slowenien)
- Lojze Peterle (Neues Slowenien)
- Mihael Brejc (Slowenische Demokratische Partei)
- Romana Jordan Cizelj (Slowenische Demokratische Partei)

In der Fraktion Sozialdemokratische Partei Europas:
- Borut Pahor (Socialni demokrati) -- ausgeschieden am 21. Oktober 2008; Nachrücker: Aurelio Juri

In der Fraktion Allianz der Liberalen und Demokraten für Europa:
- Mojca Drčar Murko (Liberaldemokratie Sloweniens)
- Jelko Kacin (Liberaldemokratie Sloweniens)

### Europawahl 2009
Für die Europawahl 2009 am 7. Juni 2009 wurde folgendes Resultat veröffentlicht:
| Partei                                      | Prozentpunkte | Sitze |
| Slowenische Demokratische Partei            | 26,7 %        | 2     |
| Socialni demokrati                          | 18,4 %        | 2     |
| Neues Slowenien                             | 16,6 %        | 1     |
| Liberaldemokratie Sloweniens                | 11,5 %        | 1     |
| Zares                                       | 9,8 %         | 1     |
| Demokratische Pensionistenpartei Sloweniens | 7,2 %         | 0     |
| Slowenische Volkspartei                     | 3,6 %         | 0     |
| Slowenische Nationale Partei                | 2,9 %         | 0     |
| sonstige (4 weitere Parteien)               | 3,5 %         | 0     |

Die Wahlbeteiligung lag bei 28,0 %.
Die 7 Abgeordneten sind:
In der Fraktion der Europäischen Volkspartei (EVP):
- Romana Jordan Cizelj (Slowenische Demokratische Partei)
- Milan Zver (Slowenische Demokratische Partei)
- Lojze Peterle (Neues Slowenien)

In der Fraktion Progressive Allianz der Sozialisten und Demokraten (S&D):
- Tanja Fajon (Socialni demokrati)
- Zoran Thaler (Socialni demokrati) -- ausgeschieden am 21. März 2011; Nachrückerin: Mojca Kleva

In der Fraktion Allianz der Liberalen und Demokraten für Europa (ALDE):
- Jelko Kacin (Liberaldemokratie Sloweniens)
- Ivo Vajgl (Zares)

## Kommunalwahlen
Kommunalwahlen finden alle 4 Jahre statt, es gibt jeweils zwei Wahlgänge.
Die Kommunalwahl am 22. Oktober und 12. November 2006 brachte unter anderem einen überraschend hohen Sieg des Parteilosen Zoran Janković bei der Bürgermeisterwahl in Ljubljana, wo seine Wählervereinigung auch stärkste Kraft im Stadtparlament wurde.
Die Kommunalwahlen am 10. und 24. Oktober 2010 brachten einen Stimmenzuwachs für parteilose Kandidaten. International Beachtung fand die Wahl des Sozialdemokraten Peter Bossman zum Bürgermeister von Piran; der aus Ghana stammende Arzt ist der erste dunkelhäutige Bürgermeister Sloweniens.
2014 findet die Kommunalwahl am 5. und 19. Oktober statt.

## Volksabstimmungen

### 1990 Unabhängigkeits-Referendum
Am 23. Dezember 1990 fand in der zur Sozialistischen Föderativen Republik Jugoslawien gehörenden Republik Slowenien ein Referendum über die Unabhängigkeit als eigener Staat statt. 88,5 % der Wähler stimmten mit "Ja".

### 2003 EU- und NATO-Referendum
Am 23. März 2003 fand eine Volksabstimmung über den Beitritt Sloweniens zur Europäischen Union und zur NATO statt. Bei einer Wahlbeteiligung von 60,4 % überwogen bei beiden Fragen die Ja-Stimmen:
Beitritt zur Europäischen Union: Ja 89,6 %, Nein 10,4 %
Beitritt zur NATO: Ja 66,1 %, Nein 33,9 %

### 2011 Referendum zur Pensionsreform
Am 5. Juni 2011 fand eine Volksabstimmung über die von der Regierung geplante Pensionsreform statt, die eine Anhebung des gesetzlichen Pensionsantrittsalters von bisher 61 Jahren (Frauen) und 63 Jahren (Männer) auf einheitlich 65 Jahre vorsah. Bei einer Wahlbeteiligung von rund 40 % lehnten rund 72 % dieses Vorhaben ab.

### 2015 Referendum über gleichgeschlechtliche Ehe
Am 20. Dezember 2015 fand ein Referendum über die gleichgeschlechtliche Ehe statt.